# دیمیتار کاتروفسکی
دیمیتار کاتروفسکی (بلغاری: Димитър Кутровски؛ زادهٔ ۲۷ اوت ۱۹۸۷) تنیس‌باز بازنشسته اهل بلغارستان است.
در ۱۴ فوریه ۲۰۱۲ پس از تحقیقات در مورد استفاده از ماده محرک ممنوعه متیل هگزانامین (methylhexaneamine)در مسابقات SAP Open 2012، او در ۱۵ مه توسط فدراسیون بین‌المللی تنیس مجرم شناخته شده و به مدت دو سال از زمان برگزاری مسابقات مذکور محروم شد.